# Урош Марович
Урош Марович (4 липня 1946 — 23 січня 2014) — югославський ватерполіст.
Олімпійський чемпіон 1968 року, учасник 1972, 1976 років.